# Atomic City (chanson de U2)
Pour les articles homonymes, voir Atomic City.
Singles de U2
Your Song Saved My Life
(2021)
Atomic City est une chanson pop rock du groupe de rock irlandais U2, sortie en single le 29 septembre 2023 sous le label Island Records. Le titre est produit par Jacknife Lee et Steve Lillywhite et enregistré aux Sound City Studios à Los Angeles. La chanson a été écrite comme un lien promotionnel avec la résidence de concert U2:UV Achtung Baby du groupe à la Sphere at The Venetian Resort dans la vallée de Las Vegas. Le morceau, qui aborde des thèmes comme la liberté et l’unité, est un hommage à Las Vegas, la ville du vice. Atomic City est sortie le jour même du début de la résidence.

## Composition
Le groupe décrit le morceau comme un hommage musical à des artistes tels que Blondie, Giorgio Moroder et les Clash ainsi qu'à la musique post-punk des années 1970, tandis que les paroles font référence à Las Vegas. Le titre de la chanson fait référence au surnom donné à la ville dans les années 1950, lorsqu'elle était une destination de tourisme nucléaire,. Le titre emprunte des éléments au titre Call Me de Blondie produit par Giorgio Moroder, ce dernier et Debbie Harry sont crédités comme auteurs de la chanson. Musicalement, Atomic City a été décrite comme une chanson punk-pop. Il s'agissait de la première nouvelle chanson publiée par U2 depuis Your Song Saved My Life de la bande originale de la comédie musicale animée Sing 2 en 2021.
Bien qu'il n'ait pas pu se produire pendant la résidence en raison d'opérations chirurgicales et d'une période de récupération, le batteur Larry Mullen Jr. a joué sur le morceau et a été filmé pour son clip vidéo, tourné à Las Vegas et réalisé par Ben Kutchins.

## Sortie
Atomic City sort numériquement le 29 septembre 2023, le jour même du début de leur résidence à la Sphère. Il sortira également sur CD en édition limitée et au format vinyle 7 pouces.

## Clip vidéo

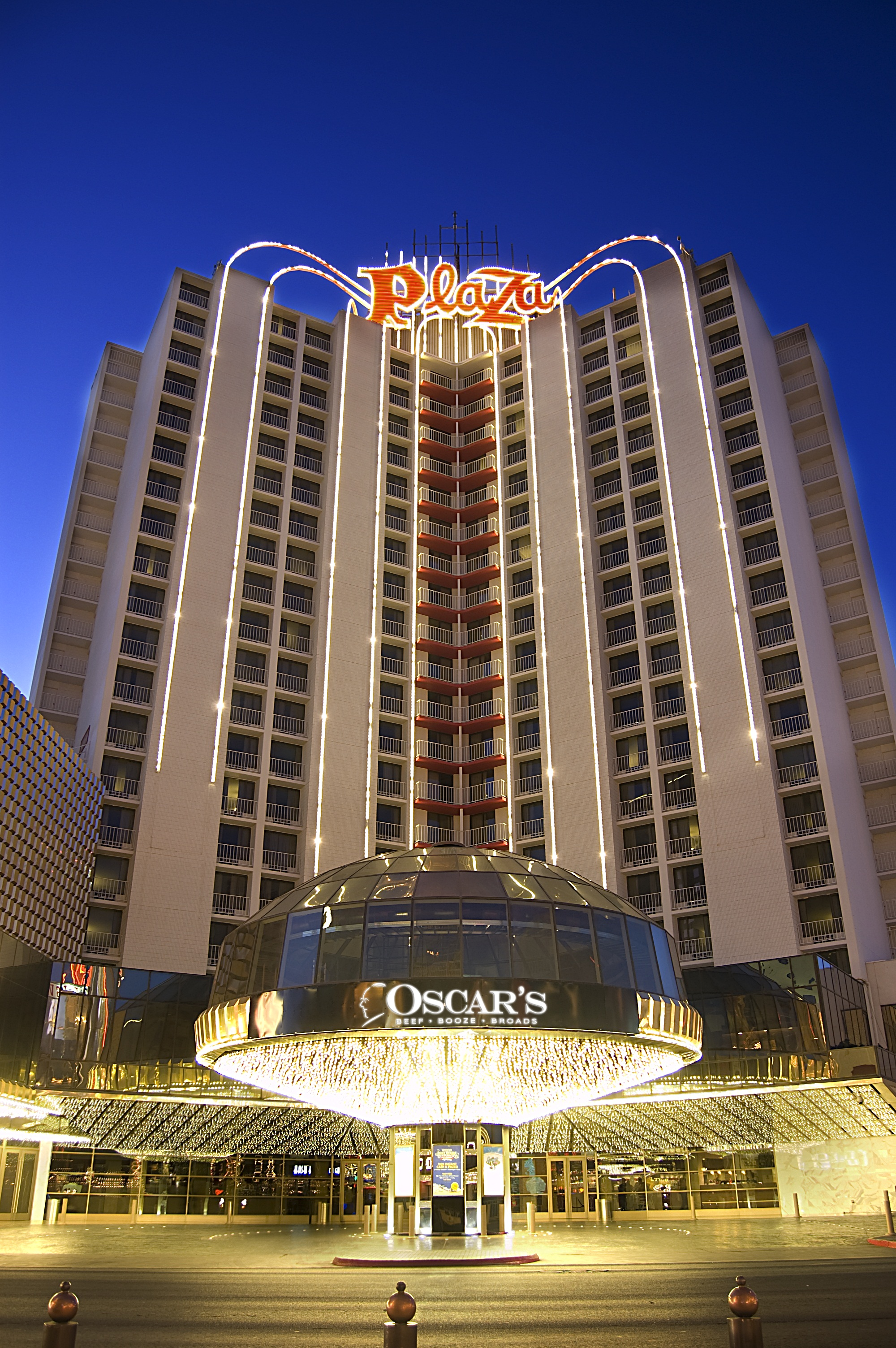
Le Plaza Hotel & Casino, où a eu lieu le tournage de la vidéo de U2 pour le single Atomic City sur le thème de Las Vegas.

Le clip est réalisé par Ben Kutchins et tourné à Las Vegas. U2 commence le tournage le 16 septembre 2023 ; avec les membres du groupe installés sur la semi-remorque d'un camion en mouvement, le tournage commence au niveau de la 3rd Street Stage sur Fremont Street et culmine à minuit devant le Carousel Bar au pied du Plaza Hotel & Casino (en), où le groupe est accueilli par une foule comprenant 250 figurants. En plus de plusieurs prises des'Atomic City, U2 interprète I Still Haven't Found What I'm Looking For, dont le clip avait été tourné sur Fremont Street en 1987. Le batteur Larry Mullen Jr. participe au tournage bien qu'il soit annoncé absent de la série de concerts U2:UV Achtung Baby Live at Sphere.

## Réception critique
Olivier Nuc dans Le Figaro dit qu'avec ce titre « U2 propose presque du neuf. Mais il semble évident que le meilleur est derrière ». 

## Crédits
| Groupe U2 - Bono – chant - The Edge – guitare solo, chœurs - Adam Clayton – basse - Larry Mullen, Jr. – batterie | Personnel additionnel - Chris Bellman – mastering - CJ Eiriksson – Ingénieur du son - Tom Elmhirst (en) – mixage - Adam Hong – assistant mixage - Jacknife Lee – chœurs, production, Ingénieur du son - Steve Lillywhite – production |

## Classements
| Pays                                 | Classement |
| ------------------------------------ | ---------- |
| Irlande (IRMA)                       | 64         |
| Japon Hot Overseas (Billboard Japan) | 11         |
| Pays-Bas (Single Tip)                | 30         |
| Pays-Bas (Tipparade)                 | 20         |
| Nouvelle-Zélande Hot Singles (RMNZ)  | 33         |
| Slovaquie (IFPI Rádio)               | 89         |
| Royaume-Uni (UK Singles Chart)       | 10         |
| Royaume-Uni (OCC)                    | 11         |
| États-Unis (Alternative Songs)       | 1          |
| États-Unis (Adult Pop Songs)         | 21         |
| États-Unis (Hot Rock Songs)          | 38         |

A noter, qu'Atomic City s'est classé N°1 (et ce, pendant deux semaines) du classement des ventes de chansons numériques alternatives de Billboard. C'est la première fois que U2 est au sommet de ce classement américain depuis sa création en 2011.